# Рафалов, Марк Михайлович
Марк Михайлович Рафалов (4 сентября 1924, Харьков — 13 ноября 2020, Москва) — советский футбольный арбитр, журналист, писатель. Член Союза журналистов СССР. Участник Великой Отечественной войны.

## Биография
Родился в 1924 году в Харькове в семье еврея Михаила Арнольдовича Рафалова (настоящая фамилия Заявлин, 1895—1944), уроженца Николаева, старшего инспектора треста «Союзвзрывпром», и русской дворянки Веры Петровны Рафаловой (урождённой Кузиной, 1900—1981), родом из Харькова. В 1926—1930 годах жил с родителями в Париже, где его отец работал в торговом представительстве СССР.
В 1938 году в Москве отец был арестован и отправлен в лагерь под Магаданом, где в 1944 году скончался. Позднее Марк получит свидетельство о смерти, где написано, что он умер в Москве от болезни сердца.
В футбол начал играть на стадионе «Юных пионеров» в 1935 году вместе с Александром Чистовым.
В юности Марк Рафалов играл за московские «Крылья Советов». В 1942 году экстерном окончил десятый класс и был призван в ряды Красной армии. Окончил миномётную школу и Челябинское танковое училище. Проходил службу в 15-й гвардейской и 119-й гвардейской стрелковых дивизиях. Был дважды ранен, имел ряд наград. Гвардии капитан морской пехоты, войну закончил, будучи бойцом 154-й отдельной морской стрелковой бригады. Участник боёв на Северо-Западном и 1-м Прибалтийском фронтах, освобождал Псковскую область.
После войны работал в Министерстве тяжёлого машиностроения, откуда в 1952 году был уволен в рамках кампании по борьбе с космополитизмом. В дальнейшем учился в Московском торфяном институте, работал во Всесоюзном научно-исследовательском институте подъёмно-транспортного машиностроения.
Рафалов хотел продолжить карьеру футболиста, но из-за последствий ранения в ногу не смог этого сделать. Был принят в судейскую коллегию.
Судья всесоюзной категории с 15 февраля 1967 года. В высшей лиге чемпионата СССР отработал свыше 200 матчей (всего более 300 игр чемпионата страны). Инспектор матчей высшей лиги чемпионата СССР с 1975-го по 1986-й. Имел звания почётного судьи по спорту (1985) и почётного судьи по футболу (2003).
Был многолетним ведущим рубрики «Уголок арбитра» в еженедельнике «Футбол-Хоккей». Автор 20 книг о футболе, среди которых биографии Константина Бескова, Николая Латышева, Григория и Владимира Федотовых, Гурама Сепиашвили. Издал два сборника стихов о войне.
В последние годы принимал участие в работе Совета ветеранов московского района Фили-Давыдково.
Награждён более чем 20 орденами и медалями, в том числе орденом Отечественной войны 1-й степени, медалями «За боевые заслуги», «За оборону Москвы», «За победу над Германией» и «Ветеран труда».
Ушёл из жизни 13 ноября 2020 года в Москве. Урна с прахом захоронена в колумбарии на Ваганьковском кладбище.